# Haakon Lind
Haakon Fredrik Lind (11. august 1906 på Kampen i Oslo – 28. juni 1955 i Oslo) var en norsk bokser. Han ble født og voksede op på Kampen i Oslo.
Lind kom med i Sportsklubben '09 som 13-årig. Han blev Oslo-mester i fjervægt i 1925 og AIF-mester samme år. Han blev norgesmester i vægtklassen letvægt i 1928 med Kongepokalen, og deltog i OL i Amsterdam i 1928.
Lind blev proffbokser i 1929 og senere træner for Sportsklubben 1909. Han var i 1944 træner for det norske rigspoliti i Sverige. Han fortsatte som lærer ved Statens gymnastikkskoles Militære linje i Oslo i 1945. I 1949 var han træner for Tysklandsbrigaden. Han blev sekundant for den norske boksetrop i Helsingfors i 1952. Han var med at stifte Torshov arbeidersamfunn.
Haakon var en aktiv forkæmper for boksesporten og skrev en række artikler i aviser og pressen. Han boksede hundredvis af boksekampe, for at tjene penge til velgørenhedsorgansationer.